# Rue Guy-Môquet
La rue Guy-Môquet est une voie située dans le quartier des Épinettes du 17e arrondissement de Paris.

## Situation et accès
La rue Guy-Môquet est desservie par la ligne 13 aux stations Guy Môquet et Brochant.

## Origine du nom

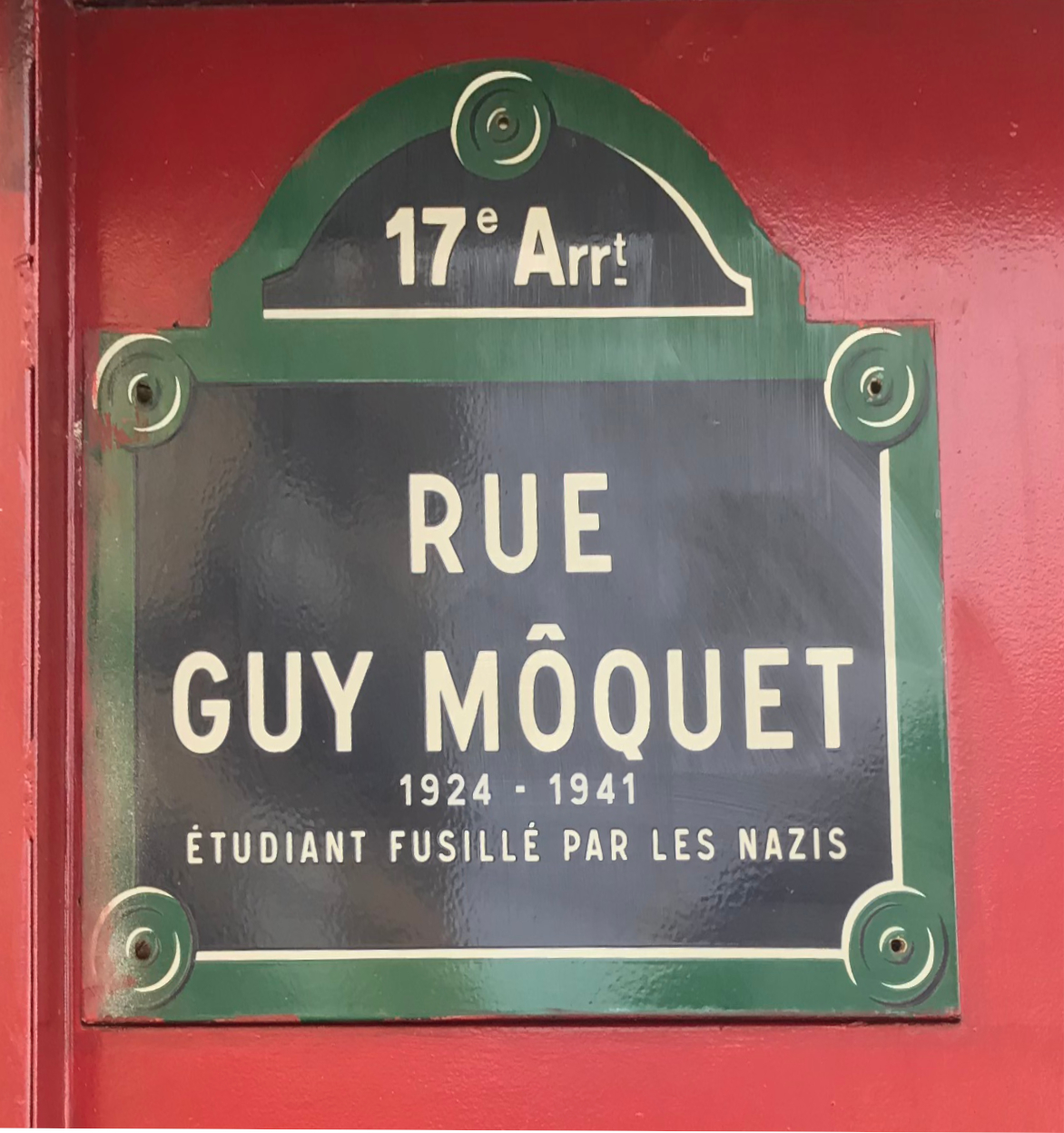
Plaque de rue.

Elle porte le nom de Guy Môquet (1924-1941), étudiant, otage fusillé par les Allemands le 22 octobre 1941 et qui résidait à proximité.

## Historique
En 1837, le chemin des Bœufs, qui relie les communes de La Chapelle à Clichy en passant par celles de Montmartre et des Batignolles-Monceau, est classé comme chemin vicinal de grande communication. Mais la construction de l'enceinte de Thiers vient interrompre ce chemin au niveau de l'actuel Boulevard Bessières. Une rue est donc officiellement créée par un arrêté de la commune des Batignolles-Monceau du 2 juillet 1846 dans le prolongement du chemin vicinal de grande communication dit des Bœufs (actuelle rue Marcadet), entre la route départementale de Paris à Saint-Ouen (actuelle avenue de Saint-Ouen) et la route départementale de Paris à Clichy (actuelle avenue de Clichy). Sur le cadastre de la commune des Batignolles-Monceau, elle apparait sous le nom de « rue du Chemin des Bœufs prolongé ». 
Baptisée « rue Balagny », elle est classée dans la voirie parisienne par décret du 23 mai 1863 et numérotée par arrêté du 14 mars 1876. Elle est nommée en mémoire d'Auguste Balagny, ancien maire des Batignolles-Monceau, par ailleurs, premier maire du 17e arrondissement de Paris. 
La rue prend la dénomination de « rue Guy-Môquet » par arrêté du 7 juillet 1945.

## Bâtiments remarquables et lieux de mémoire
- Accès à la cité des Fleurs, voie privée, au no 1.
- Au no 65 se trouvait une fabrique du malletier Moynat, remplacée depuis par un immeuble d'habitation.